# Lastaurus mallophorides
Lastaurus mallophorides är en tvåvingeart som först beskrevs av Walker 1851.  Lastaurus mallophorides ingår i släktet Lastaurus och familjen rovflugor.
Artens utbredningsområde är Colombia. Inga underarter finns listade i Catalogue of Life.